# Robat Karim
Robat Karim (in persiano رباط‌کریم) è una città (di 62 937 abitanti) dell'Iran, capoluogo dello shahrestān omonimo nella provincia di Teheran. Dista 27 km dalla capitale Teheran in direzione sud-est.